# Beat It
〈Beat It〉은 미국의 가수 마이클 잭슨의 여섯 번째 스튜디오 음반인 《Thriller》에 수록된 곡이다. 이 곡은 잭슨이 쓰고 잭슨과 퀸시 존스가 프로듀싱했다. 이전에는 잭슨이 이 장르에 관심을 보인 적이 없었지만 존스는 잭슨이 록 음악을 음반에 포함시키도록 격려했다. 잭슨은 나중에 다음과 같이 말했다. "저는 제가 록 노래를 산다면 살 만한 종류의 노래를 쓰고 싶었어요... 저는 그렇게 접근했고 아이들이 정말 즐기기를 바랐습니다. 학생들뿐만 아니라 대학생들도." 이 곡은 에디 반 헤일런의 기타 독주를 포함한다.
성공적인 《Thriller》 싱글 〈The Girl Is Mine〉과 〈Billie Jean〉에 이어, 〈Beat It〉은 1983년 2월 14일에 음반의 세 번째 싱글로 발표되었다. 이 곡은 빌보드 핫 100에서 정점을 찍었고 3주 동안 그곳에 머물렀다. 그것은 또한 빌보드 핫 블랙 싱글 차트에서 1위를 차지했다. 《빌보드》는 1983년 이 노래를 5위로 선정하였다. 미국 음반 산업 협회로부터 5배 플래티넘 인증을 받았다. 전 세계적으로 7백만 장 이상이 팔린 이 음반은 역대 가장 많이 팔린 싱글곡 중 하나이다. 〈Beat It〉은 스페인과 네덜란드에서 1위에 오르며 유럽에서 1위를 차지했다.
잭슨이 음악과 춤의 힘을 통해 두 갱단을 하나로 모으는 것을 그린 〈Beat It〉 뮤직 비디오는 잭슨이 국제적인 팝 아이콘으로 자리매김하는데 도움을 주었다. 뮤직 비디오와 함께 이 싱글은 《Thriller》가 역대 베스트셀러 음반으로 만드는 데 도움을 주었다. 〈Beat It〉은 대중음악 역사상 가장 성공적이고, 인정받고, 수상하고, 축하하는 노래들 중 하나로 꼽혀왔다. 노래와 비디오 모두 대중문화에 큰 영향을 끼쳤다.
〈Beat It〉은 1984년 그래미 어워드 올해의 레코드상과 최우수 남성 록 보컬 상, 그리고 두 개의 아메리칸 뮤직 어워드를 받았다. 그것은 뮤직 비디오 제작자 명예의 전당에 헌액되었다. 《롤링 스톤》은 〈Beat It〉을 역사상 가장 위대한 노래 500곡 목록과 81번째로 훌륭한 기타 곡 중 344위에 올렸다.

## 제작 및 구성
〈Beat It〉은 마이클 잭슨이 《Thriller》 음반을 위해 작곡했다. 프로듀서 퀸시 존스는 잭슨이 이전에는 이 장르에 관심을 보인 적이 없다고 알려졌지만, 더 낵의 〈My Sharona〉의 맥락에서 로큰롤 곡을 포함시키고 싶어했다. 잭슨은 나중에 〈Beat It〉에 대해 말했다. "저는 제가 록 노래를 산다면 살 만한 종류의 노래를 쓰고 싶었어요... 저는 그렇게 접근했고 아이들이 정말 즐기기를 바랐습니다. 학생들뿐만 아니라 대학생들도." 잭슨은 처음에 그의 홈 스튜디오에서 음악가들과 함께 이 노래의 데모 버전을 작업했다. 드럼 파트는 드럼 머신으로 프로그램되었고 베이스 라인은 일렉트릭 베이스 기타와 벨 랩 디지털 신시사이저 시너지 키보드를 결합한 것이었다. 이 하이브리드 베이스 스타일은 메인 레코딩 세션에서도 그대로 유지된다.
이 노래는 E ♭ 마이너의 키에서 분당 138박자의 중간 속도로 재생된다. 이 곡에서 잭슨의 음역은 B♭3 ~ A♭5이다.
첫 번째 녹음된 목소리를 듣고, 존스는 그것이 정확히 그가 찾던 것이라고 말했다. 이 곡은 싱클러비어 디지털 신시사이저로 7개의 독특한 신시사이저 음표로 시작되며, 톰 발러는 이 곡의 싱클러비어 공연의 공로를 인정받았다. 도입부는 1981년 데니 재거 크리에이티브 서비스 주식회사가 처음 출판하고 싱클러비어의 제조사인 뉴 잉글랜드 디지털이 판매한 "The Incredible Sounds of Synclavier II"라는 데모 LP에서 주목된다. 이 드럼은 토토의 공동 창업자인 제프 포카로가 연주했다.
저메인 잭슨은 〈Beat It〉의 영감을 제안했고 그것의 비디오는 인디애나주 게리에서 갱 활동을 경험하는 잭슨 가족으로부터 왔다. "우리의 현관문을 통해 우리는 라이벌 갱단들 사이에서 세 번 정도 심한 소란을 피우는 것을 목격했습니다." 〈Beat It〉의 가사는 "인간 본성에 대한 슬픈 논평"으로 묘사되어 왔다. "마초남이 되지 말라"는 말은 잭슨이 폭력을 싫어한다는 것을 표현하는 동시에, 잭슨이 아버지 조지프의 손에 맞닥뜨린 아동 학대를 언급하는 것으로 알려져 있다.

## 유산
잭슨의 〈Beat It〉은 팝 음악 역사상 가장 성공적이고, 인정받고, 수상하고, 유명한 곡들 중 하나로 꼽혀왔다. 노래와 비디오 모두 대중 문화에 큰 영향을 끼쳤다. 이 곡은 블랙 록 음악의 선구자로 알려져 있으며 《Thriller》 음반의 초석 중 하나로 여겨지고 있다. 에디 반 헤일런은 "가장 위대한 기타 솔로"를 추가해 〈Beat It〉이 역대 가장 많이 팔린 싱글 중 하나가 되도록 도왔다는 찬사를 받았다.
발매 직후, 〈Beat It〉은 국가도로안전위원회의 음주 운전 반대 캠페인인 "음주와 운전은 우정을 죽일 수 있다"에 포함되었다. 이 곡은 또한 반주 음반에도 포함되어 있었다. 잭슨은 선거운동을 지지한 공로를 인정받아 백악관에서 로널드 레이건 대통령으로부터 상을 받았다. 레이건은 잭슨이 "알코올이나 약물 남용이 없는 생활방식을 통해 성취할 수 있는 것에 대한 증거"라고 말했다. 나이든 젊은이들은 그것을 존경한다. 그리고 미국인들이 그의 예를 따른다면, 우리는 음주 운전의 문제를 직시할 수 있고, 우리는 마이클의 말로 〈Beat It〉을 할 수 있다."

## 곡 목록
미국 7인치 싱글
1. "Beat It"  – 4:18
2. "Get on the Floor"  – 4:42

영국 7인치 싱글
1. "Beat It"  – 4:18
2. "Burn This Disco Out"  – 3:44

## 인증
| 국가                                                                                         | 인증        | 판매량/출하량 |
| -------------------------------------------------------------------------------------------- | ----------- | ------------- |
| 오스트레일리아 (ARIA)                                                                        | 플래티넘    | 70,000^       |
| 캐나다 (뮤직 캐나다)                                                                         | 플래티넘    | 100,000^      |
| 덴마크 (IFPI Danmark)                                                                        | 플래티넘    | 90,000        |
| 프랑스 (SNEP)                                                                                | 플래티넘    | 1,234,600     |
| 이탈리아 (FIMI)                                                                              | 골드        | 25,000*       |
| 일본 (RIAJ)                                                                                  | 플래티넘    | 250,000*      |
| 멕시코 (AMPROFON)                                                                            | 골드        | 30,000*       |
| 네덜란드 (NVPI)                                                                              | 골드        | 100,000^      |
| 뉴질랜드 (RMNZ)                                                                              | 골드        | 10,000*       |
| 영국 (BPI)                                                                                   | 플래티넘    | 600,000       |
| 미국 (RIAA)                                                                                  | 4× 플래티넘 | 4,000,000     |
| 미국 (RIAA) Mastertone                                                                       | 골드        | 500,000*      |
| *판매량을 기반으로 한 인증 · ^출하량을 기반으로 한 인증 · 판매량+스트리밍을 기반으로 한 인증 |             |               |